# Vinod Subramaniam
Vinod Subramaniam (Chennai, 1967) is een uit India afkomstig natuurkundige die sinds 1 september 2021 voorzitter van het college van bestuur van de Universiteit Twente is.. Eerder was hij van 2015 tot 2021 rector magnificus van de Vrije Universiteit Amsterdam. Hij was als hoogleraar verbonden aan de Universiteit Twente en de Radboud Universiteit. Hij is gespecialiseerd in de eiwitbiofysica.

## Biografie
Subramaniam studeerde elektrotechniek aan Cornell University waarna hij in 1996 promoveerde in de technische natuurkunde aan de Universiteit van Michigan op het onderwerp laserspectroscopie voor eiwitonderzoek. Vervolgens werkte hij voor verschillende wetenschappelijke instituten waaronder het Max Planck Instituut totdat hij in 2002 de overstap maakte naar AstraZeneca in het Verenigd Koninkrijk waar hij aan de slag ging als senior onderzoeker. In 2004 werd hij aangesteld als hoogleraar aan de  Nanobiophysics group van de Universiteit Twente. Zijn oratie vond in 2007 plaats.
In 2011 werd hij naast zijn functie aan de UT benoemd tot bijzonder hoogleraar Nanoscale Imaging aan de Radboud Universiteit Nijmegen. Het jaar erop werd hij wetenschappelijk directeur van het Twentse Instituut voor Biomedische Technologie en Technische Geneeskunde (MIRA). Hij verruilde deze positie voor een aanstelling als wetenschappelijk directeur van het FOM-instituut voor Atoom- en Molecuulfysica AMOLF. Na deze overstap bleef hij nog als buitengewoon hoogleraar aan de Universiteit Twente verbonden. 
Op 1 september 2015 trad Subramanian aan als rector magnificus van de Vrije Universiteit Amsterdam, na het vertrek van Frank van der Duyn Schouten. Sinds 1 september 2021 is hij collegevoorzitter van de Universiteit Twente, als opvolger van Victor van der Chijs.
Met ingang van 1 december 2022 werd Subramaniam voor een periode van vier jaar benoemd tot lid van de Adviesraad voor wetenschap, technologie en innovatie (AWTI).

## Publicaties (selectie)
- V. Subramaniam (2007). Biophysics of Protein Misfolding, Universiteit van Twente (inaugurele rede) Open access online
- V. Subramaniam (1996). Application of time-resolved Tryptophan phosphoresence spectroscopy to protein folding studies, Universiteit van Michigan (proefschrift) Volledige tekst in ResearchGate